# Vol 626 de Yemenia
El vol 626 de Yemenia fou un vol internacional entre l'Aeroport Internacional de Sanaà, al Iemen, i l'Aeroport Internacional Príncep Said Ibrahim, de Moroni, les Comores. El 30 de juny de 2009, l'avió, un Airbus A310-300, registrat com a 70-ADJ va estavellar-se a l'oceà Índic, trenta minuts abans d'arribar al seu destí.
De moment ja s'han trobat els primers cadàvers del sinistre que probablement va ser causat pel mal temps. Poc temps després, es trobà l'única supervivent entre els 153 passatgers que viatjaven a l'avio. Bakari Bahiya, l'única supervivent, tenia 14 anys quan patí l'accident i perdé la seva mare en aquell viatge.